# Love Manager
Pour plus de détails, voir Fiche technique et Distribution.
Love Manager (Management) est une comédie romantique réalisée par Stephen Belber avec Jennifer Aniston et Steve Zahn. Il a été présenté en 2008 au Festival International du Film de Toronto. Il est sorti aux États-Unis le 15 mai 2009 et directement en Dvd en France le 21 février 2012.

## Synopsis
Sue Claussen, jeune femme vendant des œuvres d'art bon marché aux petites entreprises et aux motels, rencontre Mike Cranshaw, lors d'une descente dans un motel de l'Arizona, pour y vendre ses œuvres... Tout commence par une bouteille de vin, puis évolue par un cross-country à travers les États-Unis, à la recherche tous deux d'un sens à leur vie...

## Fiche technique
- Titre original : Management
- Titre français : Love Manager
- Réalisation et scénario : Stephen Belber
- Photographie : Eric Alan Edwards
- Direction artistique : Simon Dobbin
- Distribution des rôles : Joseph Middelton
- Décors : Judy Becker (en), décors de plateau par Vera Mills
- Costumes : Christopher Lawrence
- Montage : Kate Sanford
- Musique : Mychael Danna et Rob Simonsen
- Producteurs : Sidney Kimmel, Marty Bowen, Wyck Godffrey, Kristin Hahn et Jennifer Aniston
- Production : Echo Films
- Société de distribution : Samuel Goldwyn Films (en)
- Format : couleur — 35 mm — 1,85:1 — son Dolby Digital
- Pays d'origine :  États-Unis
- Langues originales : anglais et mandarin

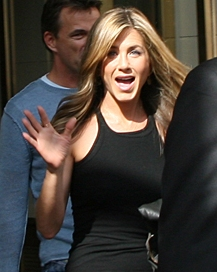
L'actrice principale Jennifer Aniston à la première du film au TIFF 2008.

- Durée : 94 minutes
- Date de sortie : 
  - États-Unis : 15 mai 2009
  - France : 21 février 2012 (directement en DVD)

## Distribution
- Jennifer Aniston (VF : Dorothée Jemma) : Sue Claussen
- Steve Zahn : Mike Cranshaw
- Woody Harrelson : Jango
- Fred Ward (VF : Patrick Descamps) : Jerry
- Margo Martindale : Trish Flux
- James Hiroyuki Liao : Al
- Josh Lucas : Barry